# Нуньес, Паола
Паола Нуньес Ривас (исп. Paola Núñez Rivas; род. 8 апреля 1978, Тихуана) — мексиканская актриса.

## Биография
Паола Нуньес Ривас родилась 8 апреля 1978 года в Тихуане, Мексика. Начала свою актёрскую подготовку в CEFAC, художественной школе телевидения ацтеков. В 12 лет участвовала в театральных спектаклях, с 16 лет начала работать на телевидении.
Большая слава мексиканской аудитории приходит к ней после её роли Барбары в мексиканском ремейке аргентинского сериала «Телохранитель», после этого огромного успеха, Паола играет совершенно иной характер, архитектора Элизу из бедной семьи, которая влюбляется в сына очень богатого бизнесмена в сериале «Жизнь продолжается».
В 2007 году Паола снялась в мужском журнале GQ.
В 2009 году Паола сыграла главную роль в мексиканском ремейке аргентинского сериала «Яго — Тёмная страсть» — «Страсть Морены».

## Фильмография
| Год       |     | Русское название                | Оригинальное название                   | Роль                   |
| --------- | --- | ------------------------------- | --------------------------------------- | ---------------------- |
| 2002      | с   | С ветерком                      | Súbete a mi moto                        | Летиция                |
| 2004      | с   | Бесконечно, как пустыня         | Tan infinito como el desierto           | девушка                |
| 2004      | кор | Мисс Каррусель                  | Miss Carrusel                           | Клаудиа                |
| 2004      | с   | Жизнь — это песня               | La vida es una canción                  | Маргарита              |
| 2004      | с   | Пять Хуанов                     | Las Juanas                              | Хуана Микаэла          |
| 2005      | ф   | Видеть, слышать и молчать       | Ver, oir y callar                       | девушка                |
| 2005      | с   | Женские секреты                 | Lo que callamos las mujeres             | Изабель                |
| 2005      | с   | Телохранитель                   | Amor en custodia                        | Барбара Базтеррика     |
| 2007      | с   | Пока проходит жизнь             | Mientras haya vida                      | Элиза Монтеро          |
| 2009      | ф   | Три пьесы о любви выходного дня | Tres piezas de amor en un fin de semana | Тереза                 |
| 2009      | с   | Страсть Морены                  | Pasión Morena                           | Морена Мадригал Руэда  |
| 2010      | ф   | Вкладчики                       | Depositarios                            | девушка                |
| 2010      | ф   | Без всего                       | Sin ella                                | Алехандра              |
| 2011      | ф   | Неприспособленные               | Los inadaptados                         | Лукреция               |
| 2012      | ф   | Панчо Вилья                     | Pancho Villa: Itineraro de una pasion   | Пиедад                 |
| 2013      | с   | Судьба                          | Destino                                 | Валерия Гонсалес       |
| 2013      | ф   | Желание                         | Deseo                                   | Ховенсита              |
| 2013      | ф   | Дуэль                           | Detrás del Poder                        | Моника                 |
| 2014      | с   | Королева сердец                 | Reina de Corazones                      | Рейна Ортис            |
| 2014      | ф   | Самое желанное                  | El Más Buscado                          | девушка                |
| 2014      | ф   | Вторник Дариэлы                 | Dariela los martes                      | Дариэла                |
| 2014      | с   | Слово вора                      | Palabra de Ladrón                       | Джулия Лагос           |
| 2015      | ф   | День рождения бабушки           | El cumple de la abuela                  | Андреа                 |
| 2015      | тф  | Беглец                          | Runner                                  | Альба                  |
| 2017      | с   |                                 | La Hermandad                            | Наталия Элагон         |
| 2017—2019 | с   | Сын                             | The Son                                 | Мария Гарсия           |
| 2019      | с   | Королева юга                    | La Reina del Sur                        | Мануэла Кортес Сантос  |
| 2019      | с   | Судная ночь                     | The Purge                               | Эсме Кармона           |
| 2020      | ф   | Плохие парни навсегда           | Bad Boys for Life                       | Рита Секада            |
| 2022      | с   | Обитель зла                     | Resident Evil                           | Эвелин Маркус          |
| 2023      | с   | Падение дома Ашеров             | The Fall of the House of Usher          | доктор Алессандра Руис |
| 2024      | ф   | Плохие парни до конца           | Bad Boys: Ride or Die                   | Рита Секада            |

## Награды и номинации

### Премия группы театральных журналистов
| Год  | Категория                 | Работа                                  | Результат |
| ---- | ------------------------- | --------------------------------------- | --------- |
| 2012 | Лучшая комедийная актриса | Un, dos, tres por mí y todos mis amores | Победа    |

### Bravo Awards
| Год  | Категория            | Работа           | Результат |
| ---- | -------------------- | ---------------- | --------- |
| 2006 | Лучший женский дебют | Amor en custodia | Победа    |

### Серебряные богини
| Год  | Категория            | Работа            | Результат |
| ---- | -------------------- | ----------------- | --------- |
| 2006 | Лучший женский дебют | Ver, oír y callar | Номинация |